# Station Klecza Górna
Station Klecza Górna is een spoorwegstation in de Poolse plaats Klecza Górna.